# Alexandra Akimova
Alexandra Akimova (Skopinsky, 5 de maio de 1922 — Moscovo, 29 de dezembro de 2012) foi uma aviadora russa durante a Segunda Guerra Mundial. Combateu na famosa formação militar conhecida como Bruxas da Noite. Em 1994, ela se tornou uma das poucas mulheres agraciadas com o título de Heroína da Federação russa.

## Prémios e reconhecimento
- Heroína da Federação russa
- Ordem de Lenin
- Ordem do Estandarte Vermelho[2]
- Três Ordens da Guerra Patriótica[3][4]
- Ordem da Estrela Vermelha[5]
- Medalha "Pela Coragem"[6]
- Outras medalhas militares[7]